# بربري (توابل)

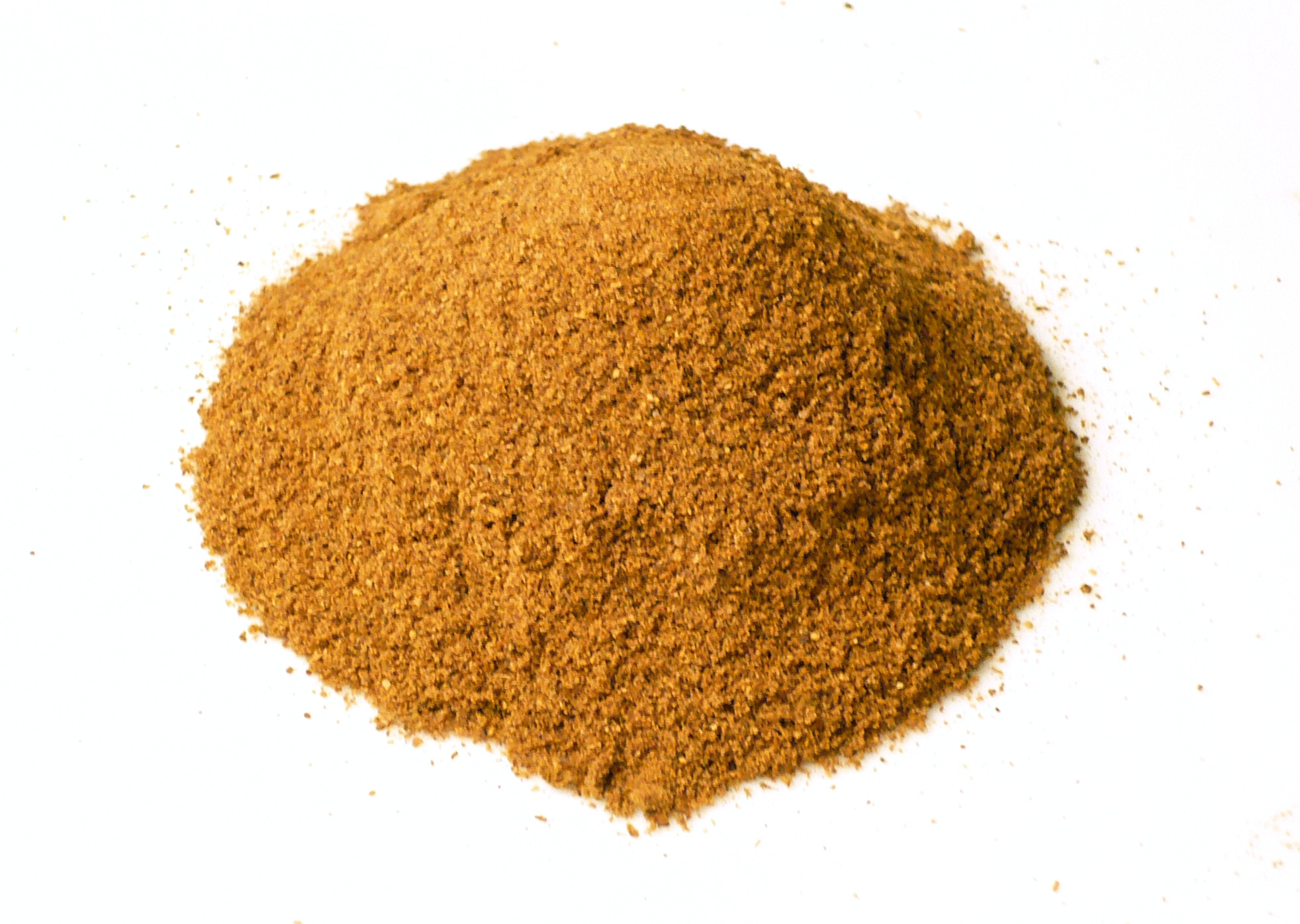
البربرية

البربرية هي خليط من التوابل التي تشمل عناصرها المكونة عادة الفلفل الحار، والثوم، والزنجبيل، والريحان، والكوراريما، والأجوين، والراذوني، والنجيلا، والحلبة. وهي عنصر أساسي في مطابخ إثيوبيا وإريتريا.
تشمل البربرية أحيانًا الأعشاب والتوابل الأقل شهرة على مستوى العالم. وتشمل الأخيرة كلا من النباتات المزروعة وتلك التي تنمو في البرية في إثيوبيا، مثل الكوراريما  والفلفل الطويل.